# الدوري الأمريكي لكرة السلة للمحترفين 1999–2000
الدوري الأمريكي لكرة السلة للمحترفين 1999–2000 (بالإنجليزية: 1999–2000 NBA season)‏ هو موسم من إن بي أي. أقيم خلال الفترة 2 نوفمبر 1999 وحتى 19 يونيو 2000، وأشرف على تنظيمه إن بي أي، وفاز فيه لوس أنجلوس ليكرز.